# Gran Plaza (métro de Séville)
Gran Plaza est une station de la ligne 1 du métro de Séville. Elle est située sous l'avenue Eduardo-Dato, dans le district de Nervión, à Séville.

## Situation sur le réseau

Plan du réseau.

Établie en souterrain, Gran Plaza est une station de passage de la ligne 1 du métro de Séville. Elle est située après Nervión, en direction du terminus est de Ciudad Expo, et avant 1º de Mayo, en direction du terminus sud-ouest d'Olivar de Quintos.
Elle dispose des deux voies de la ligne et de deux quais latéraux équipés de portes palières.

## Histoire
Le début de la construction de la station a lieu entre la fin des années 1970 et le début des années 1980, lors du premier chantier du réseau de métro de Séville, qui sera arrêté en 1984 sans que la station ne soit achevée. Elle ouvre finalement au public lors de mise en service partielle de la ligne 1, le 2 avril 2009, avec trois ans de retard sur la date initialement programmée par la Junte d'Andalousie, maître d'ouvrage du réseau.

## Services aux voyageurs

### Accès et accueil
L'accès à la station s'effectue par une bouchée située sur l'avenue Eduardo-Dato. Située en zone tarifaire 1, elle est ouverte de 6h30 à 23h00 du lundi au jeudi, de 6h30 à 2h00 le vendredi, de 7h00 à 2h00 le samedi et de 7h30 à 23h00 le dimanche et les jours fériés.

### Desserte
Gran Plaza est desservie par les rames CAF Urbos II qui circulent sur la ligne 1 du métro de Séville.

## À proximité
La station permet d'accéder au stade Ramón Sánchez Pizjuán du Séville Fútbol Club.